# Chuck McKinley
Charles Robert "Chuck" McKinley Jr., född 5 januari 1941 i Saint Louis, Missouri, död 10 augusti 1986 i Dallas, Texas, var en amerikansk tennisspelare. McKinley var en av världens tio bästa spelare perioden 1961-65, och rankades 1963 som nummer två.
McKinley upptogs 1986 i International Tennis Hall of Fame.

## Tenniskarriären
Chuck McKinley var en amatörspelare med en relativt begränsad internationell karriär utanför USA.  Han lyckades aldrig vinna singeltiteln i Grand Slam-turneringen Amerikanska mästerskapen och nådde heller aldrig singelfinal i den turneringen. Däremot vann han tillsammans med landsmannen Dennis Ralston vid tre tillfällen dubbeltiteln i turneringen (1961, 1963 och 1964). I Wimbledonmästerskapen hade han som singelspelare större framgångar och nådde första gången finalen 1961. Han mötte där australiern Rod Laver, som på mindre än en timme besegrade McKinley med 6-3, 6-1, 6-4. McKinley hade säsongen 1963 stor tur i lottningen i Wimbledon och lyckades åter ta sig till final, denna gång utan att behöva möta någon seedad spelare på vägen dit. Hans finalmotståndare blev australiern och dubbelspecialisten Fred Stolle som han besegrade med 9-7, 6-1, 6-4. Detta var den första av Stolles tre raka finalförluster i turneringen. I 1964 års Wimbledonturnering möttes de både igen i semifinal, denna gång segrade Stolle över fyra set. 
Chuck McKinley spelade i USA:s Davis Cup-lag 1960-65. Han upplevde 1963 triumfen att i den femte och avgörande matchen i världsfinalen (Challenge Round) mot Australien vinna cupen åt USA genom att besegra den unge John Newcombe.

## Spelaren och personen
Chuck McKinley var en relativt kortväxt men kraftigt byggd person. Det har skrivits att han var extremt snabb och fylld av energi när han spelade, och att han hade ett rörelsemönster som karakteriserades av ett kvickt "studsande" fram på banan. I amerikanska inomhusmästerskapen 1965 mötte svensken Jan-Erik Lundqvist storfavoriten Chuck McKinley i kvartsfinalen. Svensken vann den mycket jämna matchen med 4-6, 9-7, 7-5 och blev senare turneringens slutsegrare. Han berättar om McKinley i sin bok "Tennis för miljoner" att denne var den snabbaste spelare i volleyposition han någonsin mött och dessutom ytterst svår att passera. McKinleys grundslag var av god klass och han hade förmåga att variera dessa från lösare slag till hårda drives. Han serve var inte av riktigt samma klass.
McKinley avböjde flera proffsanbud och slutade med tävlingstennis 1966, vid 25 års ålder, för en mäklarkarriär på Wall Street.
Han avled av en hjärntumör.

## Grand Slam-titlar
- Wimbledonmästerskapen
  - Singel - 1963
- Amerikanska mästerskapen
  - Dubbel - 1961, 1963, 1964